# Hockeyallsvenskan 2019/2020
Hockeyallsvenskan 2019/2020 var den 21:a säsongen av Hockeyallsvenskan som Sveriges näst högsta serie i ishockey. 

## Förlopp
Första omgången spelades den 20 september 2019, med en tjuvstartande match två dagar tidigare. Inför säsongspremiären tippades fr.a. Modo som segrare men Björklöven och Timrå fanns med i diskussionerna. I botten förväntades Almtuna, Tingsryd och Kristianstad. Björklöven började också bäst och gick upp i serieledning omväxlande med Timrå. Halvvägs genom serien hade Björklöven 9 poängs ledning före BIK Karlskoga som i sin tur var ett poäng före Modo. I botten låg AIK nio poäng efter Mora.
Under vintern avslöjar media att AIK är i ekonomisk kris och att klubbens existens är hotad. Under februari meddelade klubben att Roger Melin ersätter som huvudtränare Bobo Simensen i ett försök att höja de idrottsliga resultaten.
Även Vita Hästen går under vintern ut med att de har ekonomiska problem. 5 miljoner saknas för att säkra Elitlicens och fortsatt spel i Hockeyallsvenskan.
IF Björklöven vann grundserien med tio poängs marginal till tvåan Modo Hockey och slog poängrekord i grundserien med sina 121 poäng, vilket var tolv poäng mer än det förra rekordet på 109 poäng.
Svenska Ishockeyförbundet beslutade den 15 mars 2020 att ställa in allt kvalspel den här säsongen på grund av covid-19-pandemin i Sverige. Inget lag flyttas vare sig upp eller ned från eller till Hockeyallsvenskan, och nästa säsong spelas med samma lag.

## Deltagande lag
Efter kvalspel blev Kristianstad uppflyttade till serien. Inledningsvis skedde uppflyttningen på Almtunas bekostnad. I slutet av maj meddelade dock IK Pantern att de inte hade pengar att spela i Hockeyallsvenskan och en vecka senare begärde de sig själva i konkurs. I och med det fick Almtuna tillbaka sin plats i serien. 15 juli meddelade Svenska ishockeyförbundets Licensnämnd att samtliga lag beviljats elitlicens. Björklöven, Almtuna, Karlskrona, Kristianstad, Västervik och Vita Hästen beviljades dock med dispens vilket man bara kan få en gång under en femårsperiod.
| Lag              | Län            | Ort          | Arena                | Plac.  | 1:a säsongen | Sedan     |
| ---------------- | -------------- | ------------ | -------------------- | ------ | ------------ | --------- |
| AIK              | Stockholm      | Solna        | Hovet                | 1      | 2002/2003    | 2014/2015 |
| Almtuna IS       | Uppsala        | Uppsala      | Gränbyhallen         | 13     | 2001/2002    | 2003/2004 |
| BIK Karlskoga    | Örebro         | Karlskoga    | Nobelhallen          | 5      | 1999/2000    | 1999/2000 |
| IF Björklöven    | Västerbotten   | Umeå         | A3 Arena             | 10     | 1999/2000    | 2013/2014 |
| Karlskrona HK    | Blekinge       | Karlskrona   | NKT Arena Karlskrona | 7      | 2012/2013    | 2018/2019 |
| Kristianstads IK | Skåne          | Kristianstad | Kristianstads ishall | 2 AS   | 2019/2020    | 2019/2020 |
| Modo Hockey      | Västernorrland | Örnsköldsvik | Fjällräven Center    | 6      | 2016/2017    | 2016/2017 |
| Mora IK          | Dalarna        | Mora         | Jalas Arena          | 13 SHL | 1999/2000    | 2019/2020 |
| Södertälje SK    | Stockholm      | Södertälje   | Scaniarinken         | 9      | 1999/2000    | 2016/2017 |
| Timrå IK         | Västernorrland | Timrå        | NHK Arena            | 14 SHL | 1999/2000    | 2019/2020 |
| Tingsryds AIF    | Kronoberg      | Tingsryd     | Nelson Garden Arena  | 12     | 1999/2000    | 2015/2016 |
| HC Vita Hästen   | Östergötland   | Norrköping   | Himmelstalundshallen | 14     | 2014/2015    | 2014/2015 |
| Västerviks IK    | Kalmar         | Västervik    | Plivit Arena         | 8      | 2016/2017    | 2016/2017 |
| Västerås IK      | Västmanland    | Västerås     | ABB Arena Nord       | 3      | 2002/2003    | 2018/2019 |

## Tabell

### Poängtabell
| Nr | Lag              | S  | V  | ÖV | ÖF | F  | GM  | IM  | MS  | P   |
| -- | ---------------- | -- | -- | -- | -- | -- | --- | --- | --- | --- |
| 1  | IF Björklöven    | 52 | 36 | 5  | 3  | 8  | 179 | 94  | +85 | 121 |
| 2  | Modo             | 52 | 35 | 1  | 4  | 12 | 205 | 130 | +75 | 111 |
| 3  | Timrå IK (N)     | 52 | 29 | 8  | 4  | 11 | 178 | 116 | +62 | 107 |
| 4  | BIK Karlskoga    | 52 | 28 | 4  | 6  | 14 | 191 | 144 | +47 | 98  |
| 5  | Västerås IK      | 52 | 22 | 5  | 8  | 17 | 150 | 142 | +8  | 84  |
| 6  | Vita Hästen      | 52 | 20 | 8  | 5  | 19 | 145 | 131 | +14 | 81  |
| 7  | Södertälje SK    | 52 | 19 | 9  | 6  | 18 | 155 | 150 | +5  | 81  |
| 8  | Västerviks IK    | 52 | 16 | 7  | 6  | 23 | 121 | 151 | −30 | 68  |
| 9  | Mora IK (N)      | 52 | 14 | 8  | 6  | 24 | 130 | 166 | −36 | 64  |
| 10 | Tingsryds AIF    | 52 | 12 | 10 | 6  | 24 | 128 | 156 | −28 | 62  |
| 11 | Karlskrona HK    | 52 | 14 | 6  | 6  | 26 | 116 | 158 | −42 | 60  |
| 12 | Almtuna IS       | 52 | 13 | 6  | 8  | 25 | 126 | 163 | −37 | 59  |
| 13 | Kristianstads IK | 52 | 13 | 5  | 6  | 28 | 128 | 166 | −38 | 55  |
| 14 | AIK              | 52 | 10 | 1  | 9  | 32 | 97  | 182 | −85 | 41  |

### Resultattabell
| Hemma \ Borta    | AIK           | AIS           | BIK          | IFB           | KHK           | KIK           | MODO               | MIK                 | SSK                | TIK                | TAIF               | VHÄ           | VVIK               | VÅIK          |
| AIK              | —             | 2–3 1–6       | 1–6 0–1      | 0–2 2–5       | 5–6 (SD) 4–0  | 2–4 2–0       | 0–5 1–4            | 3–1 4–5 (SD)        | 2–3 (str) 1–3      | 4–3 1–5            | 1–4 1–0            | 1–2 1–2 (str) | 1–3 3–1            | 4–5 3–4 (SD)  |
| Almtuna IS       | 2–3 3–2 (str) | —             | 2–5 3–5      | 1–0 2–3 (SD)  | 2–4 1–3       | 5–1 4–0       | 2–0 1–4            | 5–6 1–2 (str)       | 2–3 (SD) 4–3 (str) | 0–3 1–11           | 5–2 2–3 (SD)       | 5–4 (str) 0–5 | 1–2 (SD) 4–1       | 2–1 3–2 (str) |
| BIK Karlskoga    | 6–1 3–2       | 5–2 5–6 (SD)  | —            | 2–5 1–2 (SD)  | 5–1 6–2       | 5–3 7–3       | 7–0 2–4            | 4–1 4–5             | 7–3 4–2            | 2–3 (str) 4–3 (SD) | 5–3 2–0            | 4–5 (str) 6–4 | 9–1 4–3 (SD)       | 3–4 5–4 (SD)  |
| IF Björklöven    | 8–1 3–2       | 3–2 1–0       | 6–3 5–1      | —             | 5–2 4–1       | 3–1           | 3–2 (SD) 4–3 (str) | 3–0 6–4             | 5–3 2–3 (str)      | 3–1 7–2            | 7–0 5–2            | 2–1 5–3       | 3–4 (str) 2–0      | 0–2 1–0       |
| Karlskrona HK    | 3–2 (str) 1–2 | 4–3 1–0       | 3–6 1–2      | 1–5 3–0       | —             | 4–3 (str) 5–1 | 2–5 1–3            | 4–2 2–3 (SD)        | 4–1 3–4 (SD)       | 2–4 1–5            | 0–4 4–3            | 1–2 (str) 2–4 | 4–3 (str) 4–3 (SD) | 4–3 (SD) 4–1  |
| Kristianstads IK | 2–0 1–3       | 3–2 (str) 2–3 | 1–2 4–3      | 2–1 2–3       | 3–1 2–0       | —             | 2–3 2–5            | 3–2 (str) 9–2       | 3–4 3–2 (SD)       | 1–3 3–4 (SD)       | 3–4 (SD) 0–3       | 2–3 4–3       | 4–1 2–3            | 4–8 2–5       |
| Modo             | 5–3 5–2       | 5–0 6–3       | 4–3 4–2      | 3–1 4–2       | 5–1           | 3–1 6–5 (str) | —                  | 7–1 4–3             | 9–3 2–5            | 3–7 2–3            | 5–2 6–1            | 5–1 5–0       | 3–4 (SD) 1–4       | 7–3 4–0       |
| Mora IK          | 2–3 (SD) 5–2  | 2–1 (str) 2–0 | 3–6 2–1 (SD) | 1–6 5–3       | 0–1 3–2 (SD)  | 3–2 7–4       | 1–5 5–4            | —                   | 4–3 3–4            | 1–2 3–1            | 3–1 1–2 (SD)       | 2–5 0–4       | 3–1 2–3            | 1–2 1–4       |
| Södertälje SK    | 5–0 4–1       | 1–2 5–3       | 3–4 4–3      | 1–6 2–3 (str) | 3–6 3–2       | 3–2 (SD) 5–1  | 6–2 4–6            | 1–2 (SD) 3–1        | —                  | 3–1 3–2 (SD)       | 4–1 4–0            | 0–2 6–5 (SD)  | 4–1 1–3            | 1–3 4–2       |
| Timrå IK         | 6–1           | 2–0 8–4       | 3–1 4–0      | 1–4 3–4       | 0–3 5–1       | 2–3 2–1       | 3–2 2–4            | 4–3 (SD) 3–2        | 3–2 (str) 6–3      | —                  | 3–2                | 6–5 (str) 3–2 | 5–1                | 5–2 1–2 (SD)  |
| Tingsryds AIF    | 3–1 5–2       | 3–2 4–5 (str) | 2–5 2–3      | 0–3 0–4       | 3–2 (str) 3–0 | 2–3 (SD) 5–7  | 0–4 0–3            | 5–3 3–2 (SD)        | 4–3 (SD) 3–4 (str) | 2–3 2–1 (str)      | —                  | 6–4 1–2 (SD)  | 3–2 (str) 5–1      | 2–3 2–4       |
| Vita Hästen      | 3–2 (str) 2–0 | 2–1 (str) 4–0 | 4–0 4–1      | 3–5           | 2–3 2–1       | 3–2 (SD) 4–1  | 4–3 6–4            | 1–2 2–1             | 3–2 1–3            | 3–4 1–2            | 2–3 (str) 3–2 (SD) | —             | 3–2 0–1            | 0–1 3–4       |
| Västerviks IK    | 2–3 5–3       | 6–3 4–3       | 2–1 (SD) 1–2 | 0–2 4–2       | 5–1 2–0       | 0–2 0–4       | 4–5 3–2 (SD)       | 2–3 (str) 3–2 (str) | 0–3 3–0            | 2–3 (SD) 1–4       | 3–5 2–1 (str)      | 1–3 5–3       | —                  | 3–2 4–6       |
| Västerås IK      | 5–2 4–3 (SD)  | 2–5 2–4       | 1–4 3–4 (SD) | 2–3 2–1 (SD)  | 3–2 (SD) 3–2  | 6–1 2–3 (SD)  | 3–1 1–4            | 4–1 4–6             | 3–0 2–3 (SD)       | 4–2 1–2 (SD)       | 4–5 2–3 (str)      | 3–2 0–1       | 0–3 7–2            | —             |

## Hockeyallsvenska finalen
De två bästa lagen i Hockeyallsvenskan spelade en final i bäst av fem matcher. Vinnaren skulle gå vidare till direktval till SHL medan förloraren skulle gå till playoff.

### IF Björklöven - Modo Hockey
| 1           | 10 mars 2020 | IF Björklöven                                                                           | 000 3 – 4 (SD)                    | Modo Hockey                                                                                               | A3 Arena                                                  |                                                           |
| 19:00 UTC+1 | 19:00 UTC+1  | (2–0, 1–2, 0–1, 0–0, 0–1) Rapport                                                       | (2–0, 1–2, 0–1, 0–0, 0–1) Rapport | (2–0, 1–2, 0–1, 0–0, 0–1) Rapport                                                                         | Umeå Publik: 5 400 Domare: Johan Nordlöf, Johan Magnusson | Umeå Publik: 5 400 Domare: Johan Nordlöf, Johan Magnusson |
| 19:00 UTC+1 | 19:00 UTC+1  | (03:08) (PP1) Fredric Andersson (10:28) (PP1) Alexander Wiklund (28:22) (PP1) Olle Liss | Mål                               | Henrik Björklund (23:45) (PP1) Adam Tambellini (32:35) Mattias Norlinder (49:57) Magnus Häggström (94:28) | Umeå Publik: 5 400 Domare: Johan Nordlöf, Johan Magnusson | Umeå Publik: 5 400 Domare: Johan Nordlöf, Johan Magnusson |
| 19:00 UTC+1 | 19:00 UTC+1  |                                                                                         |                                   | | Umeå Publik: 5 400 Domare: Johan Nordlöf, Johan Magnusson | Umeå Publik: 5 400 Domare: Johan Nordlöf, Johan Magnusson |
| 19:00 UTC+1 | 19:00 UTC+1  |                                                                                         |                                   | | Umeå Publik: 5 400 Domare: Johan Nordlöf, Johan Magnusson | Umeå Publik: 5 400 Domare: Johan Nordlöf, Johan Magnusson |
| 19:00 UTC+1 | 19:00 UTC+1  |                                                                                         |                                   | | Umeå Publik: 5 400 Domare: Johan Nordlöf, Johan Magnusson | Umeå Publik: 5 400 Domare: Johan Nordlöf, Johan Magnusson |
| 19:00 UTC+1 | 19:00 UTC+1  |                                                                                         |                                   | | Umeå Publik: 5 400 Domare: Johan Nordlöf, Johan Magnusson | Umeå Publik: 5 400 Domare: Johan Nordlöf, Johan Magnusson |

| 2     | 12 mars 2020 | Modo Hockey             | 0 – 3                   | IF Björklöven                                                           | Fjällräven Center                                                    |                                                                      |
| 19:00 | 19:00        | (0–0, 0–2, 0–1) Rapport | (0–0, 0–2, 0–1) Rapport | (0–0, 0–2, 0–1) Rapport                                                 | Örnsköldsvik Publik: 2 716 Domare: Christoffer Holm, Johan Magnusson | Örnsköldsvik Publik: 2 716 Domare: Christoffer Holm, Johan Magnusson |
| 19:00 | 19:00        |                         | Mål                     | Fredric Weigel (23:40) Tyler Vesel (37:57) (PP1) Alex Hutchings (55:14) | Örnsköldsvik Publik: 2 716 Domare: Christoffer Holm, Johan Magnusson | Örnsköldsvik Publik: 2 716 Domare: Christoffer Holm, Johan Magnusson |
| 19:00 | 19:00        |                         |                         |                                                                         | Örnsköldsvik Publik: 2 716 Domare: Christoffer Holm, Johan Magnusson | Örnsköldsvik Publik: 2 716 Domare: Christoffer Holm, Johan Magnusson |
| 19:00 | 19:00        |                         |                         |                                                                         | Örnsköldsvik Publik: 2 716 Domare: Christoffer Holm, Johan Magnusson | Örnsköldsvik Publik: 2 716 Domare: Christoffer Holm, Johan Magnusson |
| 19:00 | 19:00        |                         |                         |                                                                         | Örnsköldsvik Publik: 2 716 Domare: Christoffer Holm, Johan Magnusson | Örnsköldsvik Publik: 2 716 Domare: Christoffer Holm, Johan Magnusson |
| 19:00 | 19:00        |                         |                         |                                                                         | Örnsköldsvik Publik: 2 716 Domare: Christoffer Holm, Johan Magnusson | Örnsköldsvik Publik: 2 716 Domare: Christoffer Holm, Johan Magnusson |

## Slutspelsserien
Lag 3-8 i hockeyallsvenskan gick till slutspelsserien som skulle spelas som en enkelserie i 5 omgångar där lag 3-5 hade fördelen av en extra hemmamatch. Vid seriestart fick lagen placeringspoäng utifrån placeringen i hockeyallsvenskan, där lag 3 fick 3 poäng, lag 4 fick 2 poäng och lag 5 fick 1 poäng. Lag 6 fick 0 poäng. Vinnaren av serien skulle gå till playoff.
| Nr | Lag           | S | V | ÖV | ÖF | F | GM | IM | MS | P |
| -- | ------------- | - | - | -- | -- | - | -- | -- | -- | - |
| 1  | Timrå IK      | 1 | 1 | 0  | 0  | 0 | 8  | 3  | +5 | 6 |
| 2  | Västerås IK   | 1 | 1 | 0  | 0  | 0 | 5  | 2  | +3 | 4 |
| 3  | Södertälje SK | 1 | 1 | 0  | 0  | 0 | 8  | 6  | +2 | 3 |
| 4  | BIK Karlskoga | 1 | 0 | 0  | 0  | 1 | 3  | 8  | −5 | 2 |
| 5  | Västerviks IK | 1 | 0 | 0  | 0  | 1 | 6  | 8  | −2 | 0 |
| 6  | Vita Hästen   | 1 | 0 | 0  | 0  | 1 | 2  | 5  | −3 | 0 |

### Omgång 1
|       | 11 mars 2020 | Timrå IK | 8 – 3                   | BIK Karlskoga                                                                       | NHK Arena                                                 |                                                           |
| 19:00 | 19:00        | (5–1, 2–1, 1–1) Rapport | (5–1, 2–1, 1–1) Rapport | (5–1, 2–1, 1–1) Rapport                                                             | Timrå Publik: 2 812 Domare: Daniel Eriksson, Jimmy Dahmén | Timrå Publik: 2 812 Domare: Daniel Eriksson, Jimmy Dahmén |
| 19:00 | 19:00        | Sebastian Ohlsson (08:00) Jens Lööke (08:47) (PP2) Jonathan Dahlén (10:07) (PP1) Filip Westerlund (10:49) Tobias Lindberg (12:17) (ENG) Jonathan Dahlén (21:01) Jens Lööke ( 34:08) Jens Lööke ( 41:10) | Mål                     | ( 03:34) Linus Karlsson (29:04) (PP1) Wilhelm Westlund (59:42) (PP1) Linus Karlsson | Timrå Publik: 2 812 Domare: Daniel Eriksson, Jimmy Dahmén | Timrå Publik: 2 812 Domare: Daniel Eriksson, Jimmy Dahmén |
| 19:00 | 19:00        | |                         |                                                                                     | Timrå Publik: 2 812 Domare: Daniel Eriksson, Jimmy Dahmén | Timrå Publik: 2 812 Domare: Daniel Eriksson, Jimmy Dahmén |
| 19:00 | 19:00        | |                         |                                                                                     | Timrå Publik: 2 812 Domare: Daniel Eriksson, Jimmy Dahmén | Timrå Publik: 2 812 Domare: Daniel Eriksson, Jimmy Dahmén |
| 19:00 | 19:00        | |                         |                                                                                     | Timrå Publik: 2 812 Domare: Daniel Eriksson, Jimmy Dahmén | Timrå Publik: 2 812 Domare: Daniel Eriksson, Jimmy Dahmén |
| 19:00 | 19:00        | |                         |                                                                                     | Timrå Publik: 2 812 Domare: Daniel Eriksson, Jimmy Dahmén | Timrå Publik: 2 812 Domare: Daniel Eriksson, Jimmy Dahmén |

|       | 11 mars 2020 | Västerås IK | 5 – 2                   | Vita Hästen                                                | ABB Arena Nord                                                   |                                                                  |
| 19:00 | 19:00        | (2–0, 1–1, 2–1) Rapport | (2–0, 1–1, 2–1) Rapport | (2–0, 1–1, 2–1) Rapport                                    | Västerås Publik: 2 952 Domare: Anders Sandahl, Richard Magnusson | Västerås Publik: 2 952 Domare: Anders Sandahl, Richard Magnusson |
| 19:00 | 19:00        | William Wikman (01:33) Kelsey Tessier (16:34) Sebastian Benker (36:05) Alexander Lunsjö (42:24) Jesper Johansson (57:57) (ENG) | Mål                     | (24:38) (PP1) Linus Andersson (56:11) (PP1) Anton Johanson | Västerås Publik: 2 952 Domare: Anders Sandahl, Richard Magnusson | Västerås Publik: 2 952 Domare: Anders Sandahl, Richard Magnusson |
| 19:00 | 19:00        | |                         |                                                            | Västerås Publik: 2 952 Domare: Anders Sandahl, Richard Magnusson | Västerås Publik: 2 952 Domare: Anders Sandahl, Richard Magnusson |
| 19:00 | 19:00        | |                         |                                                            | Västerås Publik: 2 952 Domare: Anders Sandahl, Richard Magnusson | Västerås Publik: 2 952 Domare: Anders Sandahl, Richard Magnusson |
| 19:00 | 19:00        | |                         |                                                            | Västerås Publik: 2 952 Domare: Anders Sandahl, Richard Magnusson | Västerås Publik: 2 952 Domare: Anders Sandahl, Richard Magnusson |
| 19:00 | 19:00        | |                         |                                                            | Västerås Publik: 2 952 Domare: Anders Sandahl, Richard Magnusson | Västerås Publik: 2 952 Domare: Anders Sandahl, Richard Magnusson |

|       | 11 mars 2020 | Södertälje SK | 8 – 6                   | Västerviks IK | Scaniarinken                                               |                                                            |
| 19:00 | 19:00        | (4–2, 2–3, 2–1) Rapport | (4–2, 2–3, 2–1) Rapport | (4–2, 2–3, 2–1) Rapport | Södertälje Publik: 2 677 Domare: Peter Lyth, David Bergman | Södertälje Publik: 2 677 Domare: Peter Lyth, David Bergman |
| 19:00 | 19:00        | Nick Olesen (02:29) Nick Olesen (05:47) (PP1) Andreas Hjelm (09:19) Ludwig Blomstrand (12:42) (PP1) Ludwig Blomstrand (24:01) (PP1) Anton Blomberg (36:52) (PP1) Ludwig Blomstrand (57:16) Ludwig Blomstrand (58:53) (ENG) | Mål                     | (03:00) (PP1) Victor Öhman (17:25) (PP1) Lukas Wernblom (20:53) (PP1) Lukas Wernblom (22:48) (PP1) Emil Alba (27:46) Jacob Bjerselius (44:03) Ken Jäger | Södertälje Publik: 2 677 Domare: Peter Lyth, David Bergman | Södertälje Publik: 2 677 Domare: Peter Lyth, David Bergman |
| 19:00 | 19:00        | |                         | | Södertälje Publik: 2 677 Domare: Peter Lyth, David Bergman | Södertälje Publik: 2 677 Domare: Peter Lyth, David Bergman |
| 19:00 | 19:00        | |                         | | Södertälje Publik: 2 677 Domare: Peter Lyth, David Bergman | Södertälje Publik: 2 677 Domare: Peter Lyth, David Bergman |
| 19:00 | 19:00        | |                         | | Södertälje Publik: 2 677 Domare: Peter Lyth, David Bergman | Södertälje Publik: 2 677 Domare: Peter Lyth, David Bergman |
| 19:00 | 19:00        | |                         | | Södertälje Publik: 2 677 Domare: Peter Lyth, David Bergman | Södertälje Publik: 2 677 Domare: Peter Lyth, David Bergman |